# 則拉縣
则拉县是越南槟椥省下辖的一个县。

## 地理
则拉县东接㖼𦓿北县，西接永隆省龙湖县，北接前江省该礼县，东北接周城县，南接永隆省泳濂县和斌沏县。

## 历史
2009年2月9日，兴庆中社析置兴庆中A社，并改名为兴庆中B社，富山社析置富美社，兴庆中A社和富美社划归㖼𦓿北县管辖。

## 行政区划
则拉县下辖1市镇10社，县莅则拉市镇。
- 则拉市镇（Thị trấn Chợ Lách）
- 和义社（Xã Hòa Nghĩa）
- 兴庆中B社（Xã Hưng Khánh Trung B）
- 隆泰社（Xã Long Thới）
- 富奉社（Xã Phú Phụng）
- 富山社（Xã Phú Sơn）
- 山定社（Xã Sơn Định）
- 新禅社（Xã Tân Thiềng）
- 永平社（Xã Vĩnh Bình）
- 永和社（Xã Vĩnh Hòa）
- 永成社（Xã Vĩnh Thành）

## 经济
则拉县以农业为主，主要产稻米、榴莲、山竹、红毛丹等作物。

## 交通
则拉县以公路和水路为主，到周城县、前江省该礼县只能靠渡轮来往，57号国道贯通南北。